# 食道園 (大阪)
株式会社食道園（しょくどうえん）は、大阪府大阪市中央区に本社を置く焼肉を中心とするレストランのチェーン店である。

## 歴史
1946年（昭和21年）、江崎光雄（朝鮮名：林光植(임광식)）が千日前に食堂「食道園」を開業した。開業当時は平壌冷麺や焼いた鶏肉を出していた。当初は食糧難の時代であり牛肉の入手が難しかったが、やがて鶏肉から牛肉へと切り替わっていった。1952年（昭和27年）には法人化し、「株式会社食道園」となった。高度成長に入った1960年（昭和35年）当時の焼肉メニューは、カルビ、ロースのほか、ミノ、レバー、センマイなど約30種類になっていた。熱い肉を冷まして早く食べられるようにと、醤油だれをつけて食べるスタイルを考案し、これが現在の焼肉のルーツとされる。この頃の常連客には力道山や美空ひばりらがいた。
1967年（昭和42年）千日前通の拡張工事にともない、宗右衛門町へと立ち退き移転し、翌1968年（昭和43年）に現在の本店ビルが完成した。「焼肉弁当」を考案し、1970年（昭和45年）の大阪万博に出品したところ、1日の売り上げが6500食分の大ヒットとなり、これをきっかけに焼肉が一般にも認知されていった。1967年（昭和42年）に北新地店を開業したのを皮切りに、関西一円に店舗を開き、2023年（令和5年）現在で13店舗が営業する。
2013年（平成25年）、大阪市によって宗右衛門町の本店ビルが、大正時代から高度成長期にかけての魅力ある建物である「生きた建築ミュージアム・大阪セレクション」に選定された。

### 関連企業
- YACOO

## 店舗
- 宗右衛門町本店
- 千日前店
- なんばウォーク店
- 北新地店
- 曽根店
- 江坂店
- 千里中央店
- 奈良学園前店
- パラディ学園前店
- 近鉄上本町店
- 阪神梅田店
- ららぽーと門真店